# Base navale de Pascagoula
Naval Station Pascagoula
La Base navale de Pascagoula (en anglais : Naval Station Pascagoula), était une base navale de l'US Navy située à  Pascagoula dans le Mississippi qui a fermé officiellement le 15 novembre 2006. La propriété de la base, sur l'île de Singing River dans le détroit du Mississippi à l'embouchure de la rivière Pascagoula, a été officiellement transférée au bureau du secrétaire d'État du Mississippi le 9 juillet 2007.

## Historique
Singing River Island (1,8 km²) est une île artificielle ayant été créée au fil des ans lorsque des matériaux de dragage provenant du canal fédéral de Pascagoula et du Chantier naval Ingalls de Pascagoula à proximité ont été déposés dans la région. Au début des années 1980, le Congrès des États-Unis a approuvé l'initiative stratégique de port d'attache pour construire des bases supplémentaires et disperser la flotte des principales zones de concentration. L'histoire de la base navale de Pascagoula a commencé en 1985 lorsque le Secrétaire à la Marine des États-Unis John Lehman a choisi l'emplacement de l'île de Singing River comme l'un des nouveaux sites du port d'attache stratégique. La construction de la base a commencé en 1988 et la station est devenue un port d'attache opérationnel des frégates à missiles guidés de la classe Oliver Hazard Perry en 1992 avec l'arrivée du premier navire, l'USS Gallery (FFG-26).
La mission de soutien de la station navale a considérablement augmenté au cours des années suivantes en raison de diverses actions: les recommandations de la Base Realignment and Closure qui regroupaient les navires à Pascagoula ; la réorganisation du Commander, Naval Surface Forces Atlantic (en), qui hébergeait les croiseurs lance-missiles de classe Ticonderoga à Pascagoula. Dans le cadre de cette réorganisation, l'USS Yorktown a déplacé ses ports d'attache à Pascagoula en septembre 1996. L'United States Coast Guard y a également installé une station avec un navire classe Reliance.

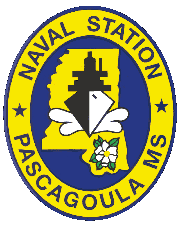
Logo Base navale de Pascagoula

En avril 1994, le commandant du Destroyer Squadron 6 (COMDESRON 6) s'est installé à Pascagoula et est devenu aussi le commandant du Naval Surface Group Pascagoula. En janvier 1996, à la suite d'une réorganisation de l'United States Fleet Forces Command, le commandant du Naval Surface Group Pascagoula a été renommé commandant du Regional Support Group Pascagoula. En avril 1998, à la suite d'une autre réorganisation, le COMDESRON 6 a transféré le contrôle opérationnel au commandant du groupe de l'hémisphère occidental et a été renommé escadron tactique. Vers 1998, l'escadron comprenait les USS Hall, USS Ticonderoga et USS Yorktown. En décembre 1999, le COMDESRON 6 a été renommé Escadron Tactique/de Préparation. 
En 2005, Le NAVSTA Pascagoula soutenait environ 2.000 militaires en service actif, y compris ceux affectés aux navires et aux commandes des locataires de la station. Il employait plus de 200 travailleurs civils. L'infrastructure de soutien du front de mer au NAVSTA Pascagoula comprend une jetée à double pont de 205 m (services publics sur le pont inférieur; pont supérieur libre pour le soutien opérationnel), deux postes d'amarrage à quai et la gamme complète de services pour le soutien de navires d'attache et de visite.

## Réalignement et fermeture de la base, 2005

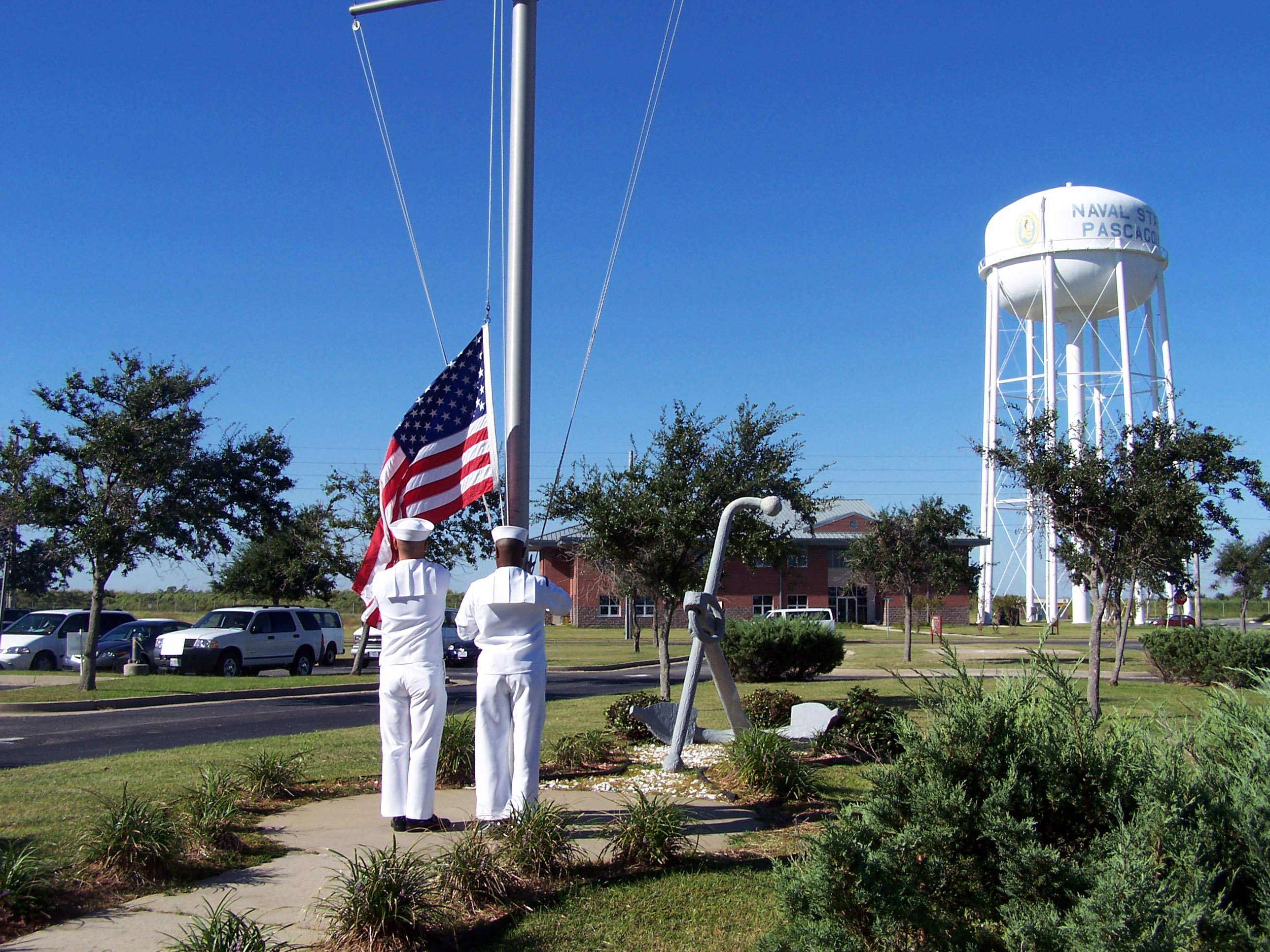
Abaissement du drapeau lors de la cérémonie de dissolution de la base navale de Pascagoula

Le NAVSTA Pascagoula a été marqué pour la consolidation sous la liste des fermetures de bases du secrétaire à la Défense Donald Rumsfeld en mai 2005. Ce fut un coup dur pour le membre du Congrès de la côte du golfe du Mississippi Gene Taylor (5e district du Congrès) et les sénateurs Thad Cochran et Trent Lott, qui se sont battus pour retirer Pascagoula de la liste en 1995. Le 24 août 2005, le comité de réalignement et de fermeture de la base a voté pour inclure la base navale de Pascagoula sur sa liste définitive de fermetures. La base a officiellement fermé le 15 novembre 2006 avec une cérémonie de dissolution tenue le 29 septembre 2006.